# Groupe Guy Mocquet
 (mai 2025).
Si vous disposez d'ouvrages ou d'articles de référence ou si vous connaissez des sites web de qualité traitant du thème abordé ici, merci de compléter l'article en donnant les références utiles à sa vérifiabilité et en les liant à la section « Notes et références ».
Groupes Guy Mocquet, Marius Vallet et Alsace
Pour les articles homonymes, voir Môquet.
Le Groupe Guy Mocquet est un groupe de résistants F.T.P. de la Seconde Guerre mondiale et une des premières unités de résistance organisée en Franche-Comté. Il s'est constitué à partir de résistants de Larnod (département français du Doubs) et des communes environnantes.

## Histoire
Un groupe F.T.P. local (agissant depuis Clerval) a été actif d'avril à octobre 1942. Il s'agit de la compagnie Valmy créée par Pierre Georges (Alias Frédo ou le colonel Fabien) et Pierre Villeminot (de). Six de la vingtaine de leurs actions connues, ont eu lieu à Besançon et Quingey.

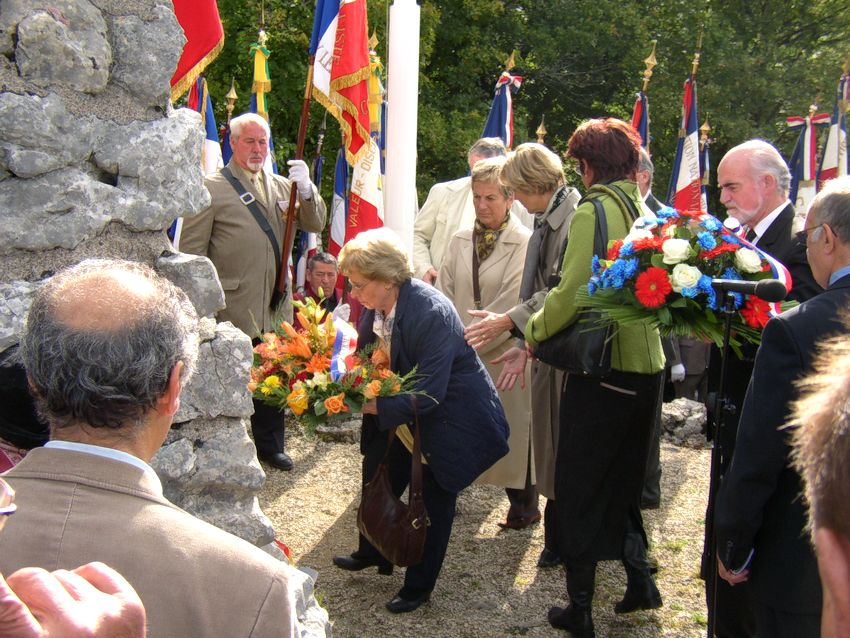
Cérémonie devant la stèle du « Rocher de Valmy », en l'honneur du groupe Guy Mocquet (30 septembre 2007)

Le groupe, dirigé par Marcel Simon, un agriculteur né en 1920, ancien secrétaire de la jeunesse agricole catholique, est composé de jeunes hommes de Larnod et de ses environs, en banlieue de Besançon. Le 23 juin 1940, 5 jours après l'appel du général De Gaulle plusieurs jeunes ramassèrent et cachèrent des armes abandonnées par l'armée française en déroute : fusils, grenades, munitions et même un fusil-mitrailleur. En 1941 commencèrent, au fort de Pugey, les premières séances d'entrainement et de tir. L'expérimentation du premier engin a lieu dans les casemates du fort avec un obus de 90 mm, les résultats dépassent les espérances. Parmi leurs taches de résistants ils apprendront à s'initier et mémoriser le morse. Au printemps 1941, Marcel Simon, Raymond Tourrain et Paul Ligier commencent à rédiger des tracts dont la reproduction est assurée par une imprimerie portative à base de caractère de caoutchouc. Ces tracts, appelant à la résistance, fustigent le régime de Vichy. Dans l'année 1942, Raymond Tourrain prend furtivement un révolver P38 et deux chargeurs à un officier allemand dans un des vestiaires de la brasserie restaurant du palais de la bière à Besançon. À la demande de Roger Bourdy, ils s'affilient aux Francs-tireurs et partisans, en février 1942, et prennent le nom de « Guy Mocquet », en l'honneur du jeune lycéen fusillé par l'occupant allemand le 22 octobre 1941 au camp de Choisel. Ce ralliement ne se fait pas par sympathie communiste mais parce que ce mouvement de résistance, en plus de leur apporter les moyens dont ils manquent, partage leurs objectifs.
Le groupe Guy Mocquet est à l'origine de plusieurs attentats et actions, le premier le 10 septembre 1942 contre l'écluse de Rancenay jusqu'au 25e, la prise des tickets à la mairie de Boussières le 30 juin 1943. Soit 25 attentats jusqu'à sa dissolution en juillet 1943 après l'arrestation d'une partie de ses 31 membres entre les 1er et 6 juillet. Six attentats en plus lors du jugement sont à mettre au compte du groupe Marius Vallet. Douze d'entre eux sont fusillés à la citadelle de Besançon le dimanche 26 septembre 1943, en même temps que quatre autres appartenant au groupe Marius Vallet, soit seize personnes par groupes de quatre,. Neuf autres membres connaîtront la déportation dont cinq reviendront.
Parmi les 25 attentats du groupe Guy Mocquet et 6 pour le groupe Marius Vallet dont les membres des deux groupes sont accusés, figurent des destructions d'écluses, de pylônes électriques et de voies ferrées, des attentats contre la librairie militaire allemande (Frontbuchhandlung) et le bureau du parti populaire Franciste à Besançon, contre l'hôtel de la poste à Quingey par deux fois (collaborateur), deux tentatives de pénétration dans le fort de Montfaucon pour dérober des explosifs avec une quinzaine de résistants, des vols de tickets d'alimentation et l'agression le 12 juin 1943 du commissaire des douanes allemand Roth qui succombe à ses blessures le 25 août 1943.
À la suite du procès tenu à la prison de la Butte, 17 membres sont condamnés à mort le 17 septembre 1943. Le jugement est confirmé le 18 septembre, mais André Montavon, chef du groupe Alsace, est gracié du fait de sa nationalité suisse ; il sera finalement déporté.
Les avocats de la défense ne pourront pas sauver Marcel Reddet et Henri Fertet malgré leurs jeunes âges (17 ans). Ce dernier écrit, le 26 septembre à ses parents, une lettre poignante qui se termine par : « […] Les soldats viennent me chercher. Je hâte le pas. Mon écriture est peut-être tremblée, mais c'est parce que j'ai un petit crayon. Je n'ai pas peur de la mort, j'ai la conscience tellement tranquille […] ».

### Sort des dénonciateurs
Les arrestations de Paqueriaud et Montavon, le 10 juin 1943 à la brasserie du square Saint Amour à Besançon, puis de membres des deux groupes à partir du 1er juillet, est le fait de 2 hommes : le collaborateur Paul ou Frank Wisler alias Michel est au service de la police secrète d'état acronyme tiré de l'allemand Geheime staatpolizei la gestapo et l'agent double Louis Chételat, alias Victor, le grand Louis, Jacques, Mercier et le commandant Noel. Le premier sera assassiné sur ordre du second en août 1944 ; quand à Chételat, arrêté le 23 septembre 1944 à Dijon, il sera condamné aux travaux forcés à perpétuité, le 29 mars 1946, par le tribunal de Besançon, peine réduite à 20 ans en 1949. En 1952, il bénéficie à tort d'une amnistie et passe en Suisse. Repris en 1958, il est finalement relaché l'année suivante.

## Hommages et postérité
En forêt d'Aveney, sur un piton rocheux de 406 mètres surplombant la vallée du Doubs, au lieu-dit Champlier mais plus connu sous le nom « Le Rocher de Valmy ». La première journée de travail a eu lieu le 1er mai 1946 avec tous les survivants des groupes et les familles.Le monument est inauguré le dimanche 18 mai 1947 après-midi en présence d'un millier de personnes et des survivants des deux groupes. Il s'agit d'un mole fait de rochers maçonnés, surmonté d’une croix de Lorraine en béton de 1,5 mètres de haut. Sur sa face sud, une plaque en marbre noir porte, initialement, les noms de 21 martyrs (fusillés et morts en déportation).
En contrebas, dans la forêt de Larnod, une clairière a été aménagée. Avant tous les ans, le dernier dimanche du mois de septembre, était célébré l'anniversaire des fusillés de la citadelle. Depuis la célébration et la cérémonie se déroulent en deux temps au village :
- un office religieux sur l'esplanade Marthe Dagot.
- une cérémonie civile au monument aux morts et à la stèle place du souvenir à Larnod.

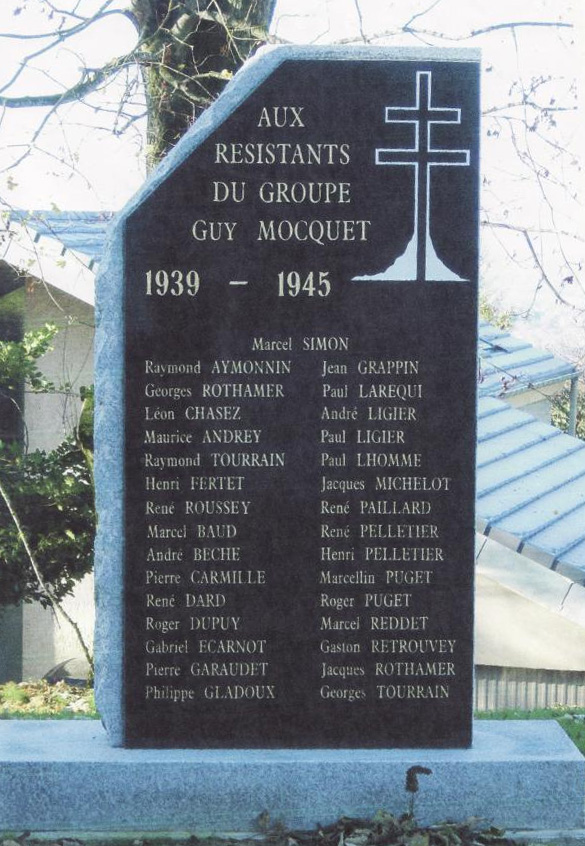
Stèle place du souvenir Larnod (25)

On note la présence à ces cérémonies de nombreux drapeaux d'associations d'anciens combattants.
Par ailleurs, place du souvenir à Larnod, une stèle est inaugurée le 22 septembre 2013 à l'initiative de l'Amicale à la mémoire du groupe de résistance Guy Mocquet. Elle rend hommage à l'égard du groupe (aux résistants du groupe Guy Mocquet), et comporte les noms des 31 membres dont Paul Ligier le dernier survivant qui décédera un an plus tard dans sa 91e année. Le nom du chef du détachement Marcel Simon, des cinq chefs de groupe (Georges Rothamer, Raymond Aymonnin, Léon Chasez, Maurice Andrey et Raymond Tourrain), et des deux chefs d'équipe (Henri Fertet et René Roussey), précèdent ceux des autres membres dans l'ordre alphabétique.
Un arboretum, une esplanade, un square et un complexe sportif du village portent les noms de Marcel Reddet, Marcel Simon, Roger Dupuy et Raymond Aymonin. 

Le 8 et 9 mai 2015 a été joué, dans la cour des Invalides à Paris sous le haut patronage de François Hollande alors Président de la République, la pièce Ami entends-tu ? À sa demande le spectacle honore les groupes Guy Mocquet et Marius Vallet et les résistants et Français libres qui ont refusé la défaite en s'engageant, au péril de leur vie, pour leur pays et pour la liberté.

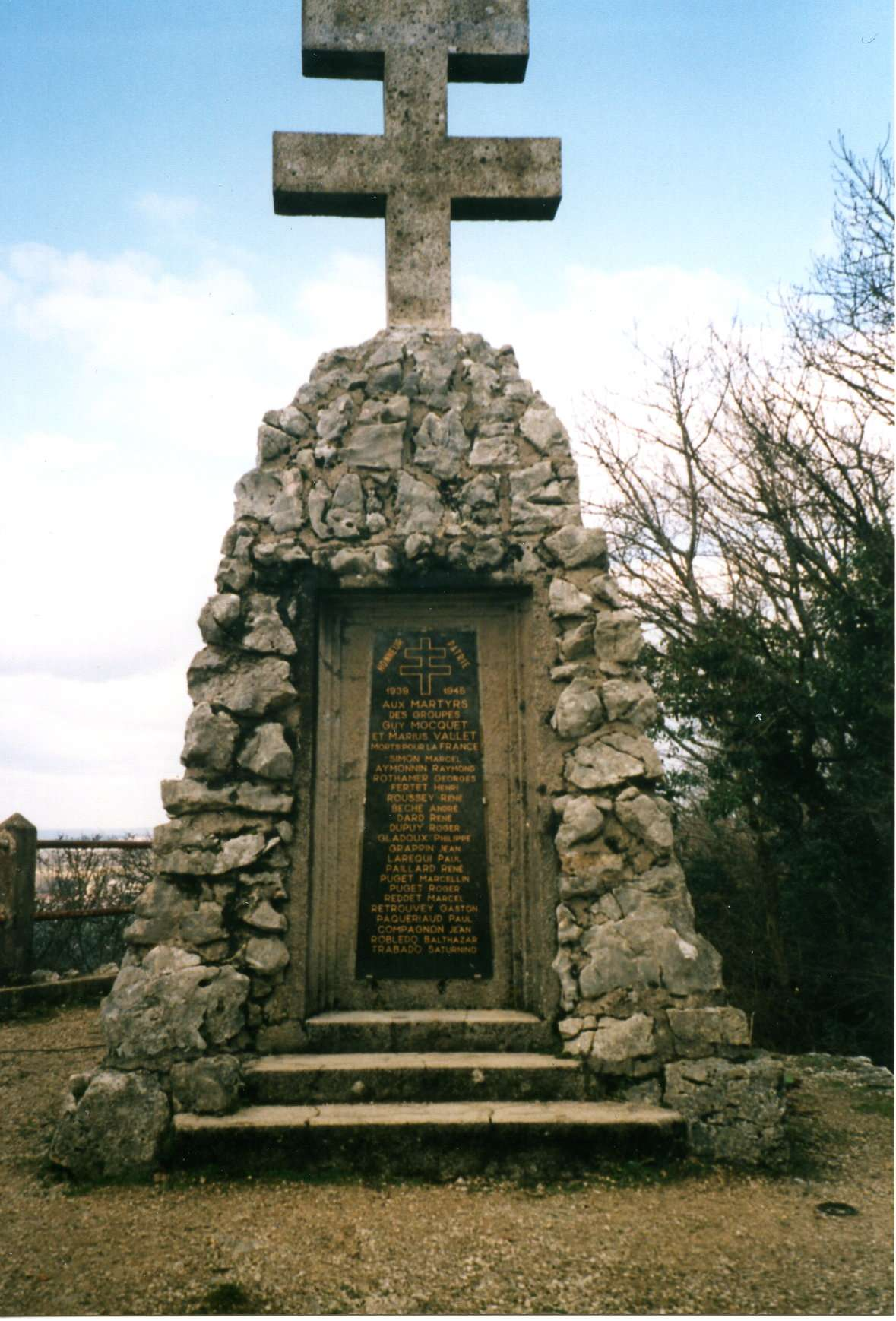
Monument du rocher de Valmy

## Noms des Martyrs gravés sur la stèle du mémorial de Valmy
Source : « Besançon (Doubs) : les fusillés du 26 septembre 1943 à La Citadelle », sur maitron.fr

### Groupe F.T.P. Guy Mocquet (12 fusillés et 4 morts en déportation)
- Raymond Aymonnin
- André Beche (déporté NN)[4]
- René Dard (déporté NN)[note 12]
- Roger Dupuy (déporté NN)[5]
- Henri Fertet
- Philippe Gladoux
- Jean Grappin
- Paul Larequi (déporté NN)[6]
- René Paillard
- Marcellin Puget
- Roger Puget
- Marcel Reddet
- Gaston Retrouvey
- Georges Rothamer
- René Roussey
- Marcel Simon

### Groupe F.T.P. Marius Vallet (4 fusillés et 1 mort en déportation)
- Jean Compagnon
- Paul Paqueriaud
- Balthazar Robledo[note 13]
- Saturnino Trabado[note 13]
- Charles Prillard (déporté NN)[7],[note 14]

## Images

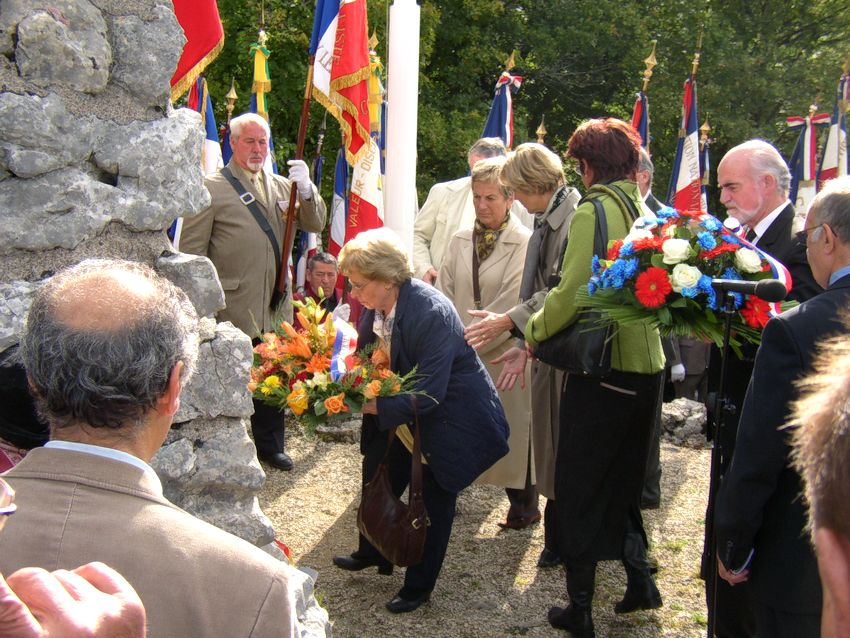
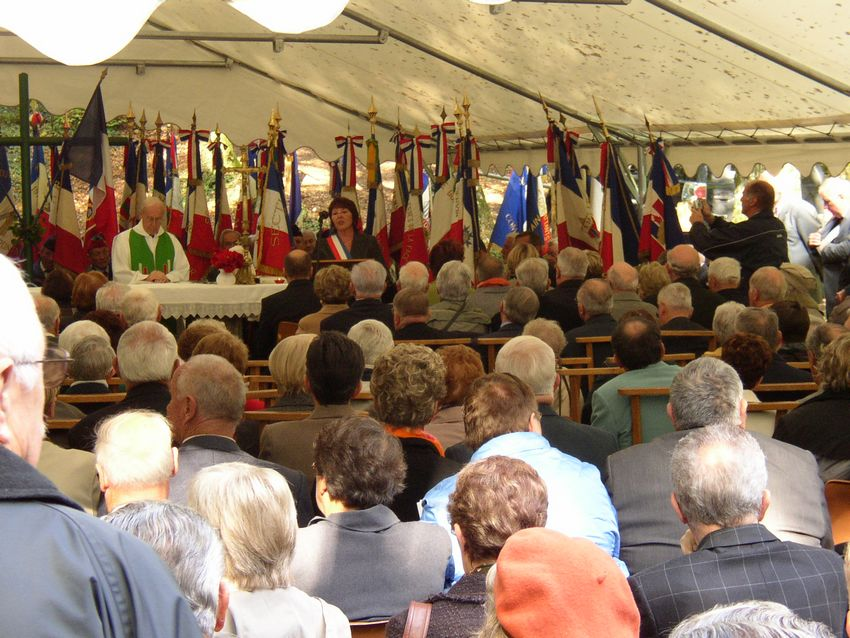
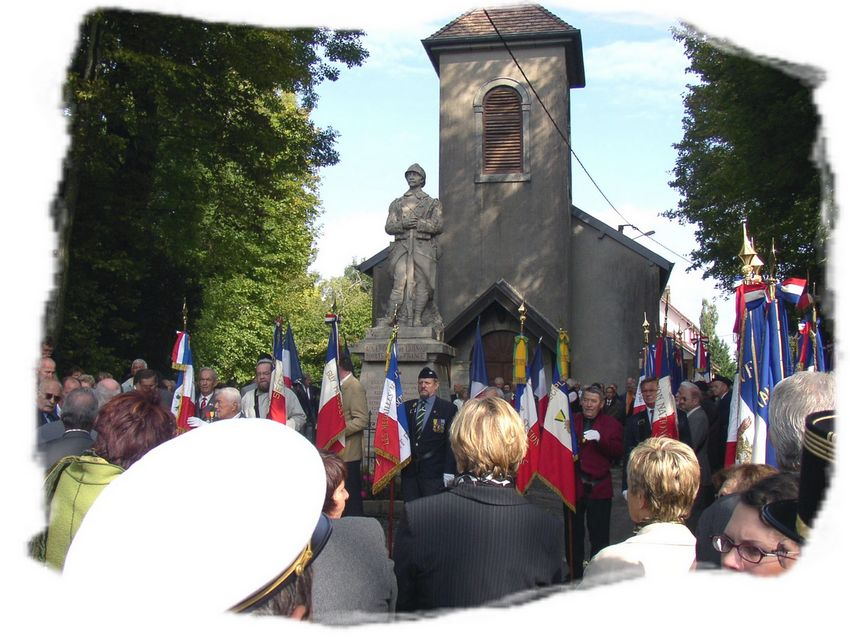

## Membres des groupes revenus de déportation
- Du groupe Marius Vallet 
  - France Compagnon, sœur de Jean[8]
  - Antonio Perez[9]
- Du groupe Guy Mocquet
  - Paul Lhomme[10]
  - Jacques Michelot[11]
  - Georges Tourrain[12]
- Du groupe Alsace
  - André Montavon[13]